# Karl Friederichs
Karl Friederichs (Delmenhorst, 1831. április 7. – Berlin, 1871. október 18.) német művészettörténész és régész. Egyetemi tanulmányait Göttingenben és Erlangenben végezte, majd a Humboldt Egyetem professzora lett. Különösen sokat foglalkozott a görög kultúrával.